# Jan Mrvík
Jan Mrvík (Prága, 1939. március 29. – 2023. május 27.) Európa-bajnoki és olimpiai bronzérmes cseh evezős.

## Pályafutása
Az 1963-as koppenhágai Európa-bajnokságokon bronzérmes lett nyolcasban. Az 1964-es tokiói olimpián bronzérmes szerzett ugyan ebben a versenyszámban.

## Sikerei, díjai
- Olimpiai játékok – nyolcas
  - bronzérmes: 1964, Tokió
- Európa-bajnokság – nyolcas
  - bronzérmes: 1963